# Leiomitrium appendiculatum
Leiomitrium appendiculatum là một loài rêu trong họ Orthotrichaceae. Loài này được (Renauld & Cardot) Cardot mô tả khoa học đầu tiên năm 1915.